# Vagnhärad

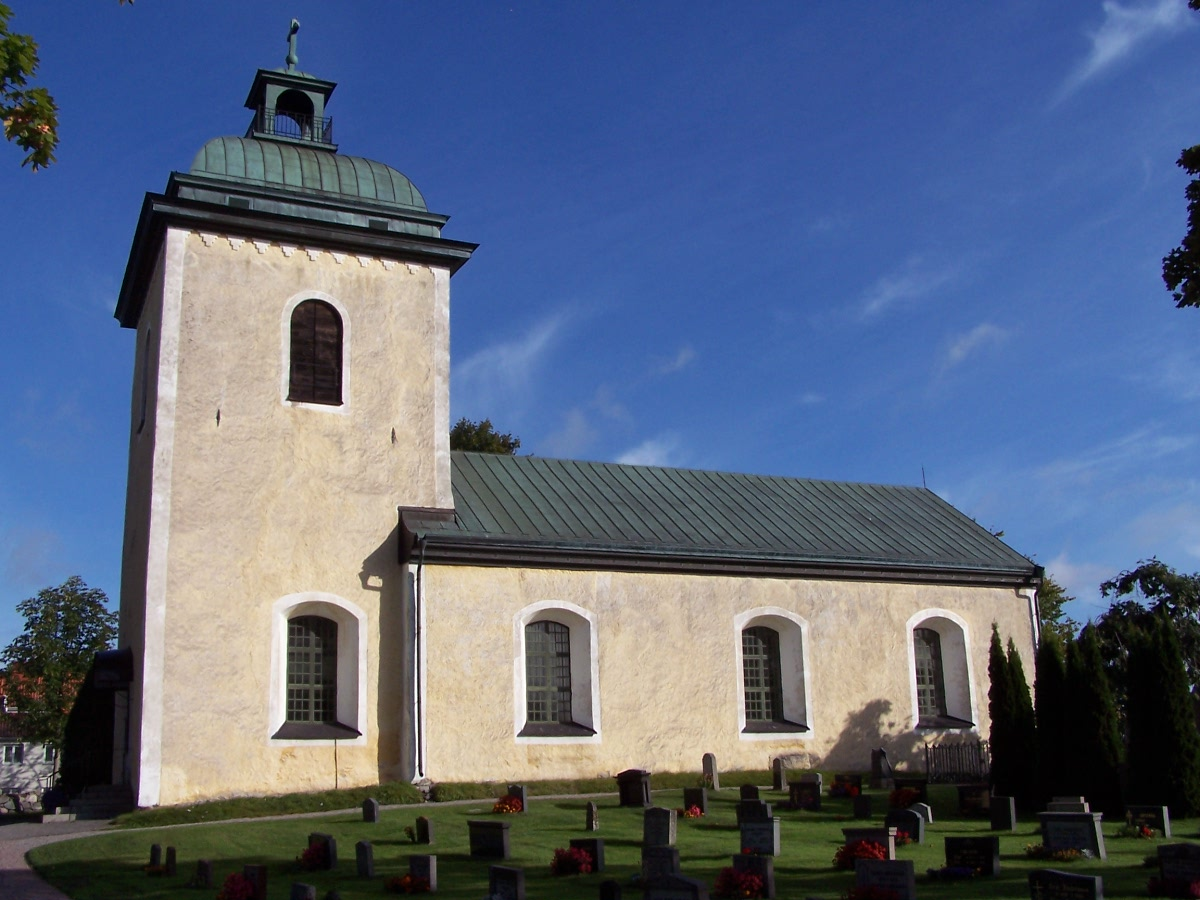
Vagnhärads kyrka

Vagnhärad är en tätort i Trosa kommun och kyrkbyn i Vagnhärads socken, belägen mellan Gnesta, Södertälje och Trosa.

## Historia
Vagnhärads socken omnämns första gången som Wanghæradh 1350. Det anses vara ett forntida bygdenamn där härad har betydelsen "bygd". Förleden kommer av fornsvenskans vagher (vik). Annars utgör det ett eventuellt genitiv av ett forntida vik- eller ånamn, eller något liknande med oviss innebörd. 
Enligt en ortnamnssägen lär namnet komma av att diligenskuskarna här bytte häst och vagn på sin resa mot Stockholm.
Orten har som många andra tätorter sitt ursprung i en järnvägs- och poststation, järnvägsstationen invigdes 1913, och snart uppstod här en järnvägsrestaurang och turisthotell, handlare och hantverkare. Bebyggelsen växte främst fram på odlingsmark som tillhörde gårdarna Husby, Lånesta, Fagerhult och Nygård.
I järnvägens stationshus byggdes en kunglig väntsal, som kung Gustaf V använde vid sina sommarbesök på Tullgarns slott. Denna avvecklades 1937 och återuppbyggdes i Vagnhärads Hembygdsförenings regi under 1990.
Vagnhärad blev omtalat 1997 när marken under ett flertal hus belägna intill Trosaån gav vika.

### Befolkningsutveckling
| Befolkningsutvecklingen i Vagnhärad 1950–2020 | Befolkningsutvecklingen i Vagnhärad 1950–2020 | Befolkningsutvecklingen i Vagnhärad 1950–2020 | Befolkningsutvecklingen i Vagnhärad 1950–2020 | Befolkningsutvecklingen i Vagnhärad 1950–2020 |
| --------------------------------------------- | --------------------------------------------- | --------------------------------------------- | --------------------------------------------- | --------------------------------------------- |
|                                               |                                               |                                               |                                               |                                               |
| År                                            |                                               |                                               | Folkmängd                                     | Areal (ha)                                    |
| 1950                                          | 1950                                          |                                               | 507                                           |                                               |
| 1960                                          | 1960                                          |                                               | 856                                           |                                               |
| 1965                                          | 1965                                          |                                               | 968                                           |                                               |
| 1970                                          | 1970                                          |                                               | 1 440                                         |                                               |
| 1975                                          | 1975                                          |                                               | 2 839                                         |                                               |
| 1980                                          | 1980                                          |                                               | 3 398                                         |                                               |
| 1990                                          | 1990                                          |                                               | 3 303                                         | 274                                           |
| 1995                                          | 1995                                          |                                               | 3 364                                         | 281                                           |
| 2000                                          | 2000                                          |                                               | 3 276                                         | 283                                           |
| 2005                                          | 2005                                          |                                               | 3 221                                         | 286                                           |
| 2010                                          | 2010                                          |                                               | 3 324                                         | 291                                           |
| 2015                                          | 2015                                          |                                               | 3 397                                         | 287                                           |
| 2020                                          | 2020                                          |                                               | 3 976                                         | 329                                           |
|                                               |                                               |                                               |                                               |                                               |

## Kommunikationer
Vagnhärads station ligger vid Nyköpingsbanan och har tåg med persontrafik till bland annat Norrköping, Nyköping, Södertälje Syd och Stockholm. Från Vagnhärad kör lokaltrafikbolaget Sörmlandstrafiken bussar till bland annat Nyköping, Trosa och Gnesta. Dessutom trafikerar Trosabussen Vagnhärad med direktbuss till Liljeholmen i södra Stockholm. Motorvägen på E4 passerar vid Vagnhärad.

## Administrativ tillhörighet
I 1970-talets kommunslagningar slogs Nyköping, Trosa och Vagnhärad ihop till Nyköpings kommun. Innan dess hade Vagnhärads kommun köpt marken i Ödesby för bebyggelse.
Vagnhärad kom sedan vid kommunreformen 1992 att höra till den nybildade kommunen Trosa.

## Vagnhärad i litteraturen
Orten har varit en förebild för ”Hedeby” i Sven Delblancs böcker Åminne (1970), Stenfågel (1973), Vinteride (1974) och Stadsporten (1976). TV-serien Hedebyborna spelades till större delen in i trakterna kring Vagnhärad.

## Några kända personer från Vagnhärad
- Adept (musikgrupp)
- Sven Delblanc
- Björn von der Esch
- Nicklas Grossmann
- Per Grundén
- Minna Heponiemi
- Kenneth Kennholt
- Sif Ruud